# Скатт, Дер
Дональд Кларк «Дер» Скатт (Der Scutt; 17 октября 1934 — 14 марта 2010) — американский архитектор, чьи работы стали символом современной архитектуры Нью-Йорка. Скатт родился в городе Уайоминг, штат Огайо, США. В детстве он увлекался искусством и черчением, что в конечном итоге привело его к архитектуре. Он получил степень бакалавра архитектуры в Университете Цинциннати и магистра архитектуры в Колумбийском университете.

## Архитектурная карьера
Дер Скатт прославился как один из ведущих архитекторов Нью-Йорка во второй половине XX века, оказав значительное влияние на облик города. Он начинал свою карьеру в таких известных архитектурных фирмах, как Edward Durell Stone & Associates и Kahn & Jacobs, а затем стал главным архитектором и вице-президентом в Ellerbe Becket, одной из крупнейших архитектурных фирм США.

## Центральные проекты
Самые известные проекты Дера Скатта включают:
1. Башня Трампа (Trump Tower) — одно из его самых знаковых зданий, расположенное на Пятой авеню в Манхэттене. Построенная в 1983 году, эта башня стала воплощением роскоши и современного стиля. Для проекта Скатт использовал уникальные материалы, включая стекло и полированный черный гранит, что придает зданию элегантный и современный вид. Внутреннее пространство оформлено с использованием дорогих материалов, таких как розовый мрамор и латунь, что подчеркивает статус и амбиции проекта.
2. Здание Липстик (Lipstick Building) — еще один известный проект Скатта, совместно спроектированный с Филипом Джонсоном. Официально известное как 53rd at Third, это здание получило свое прозвище из-за своей овальной формы и красноватого оттенка облицовки, напоминающей губную помаду. Построенное в 1986 году, оно стало ярким примером постмодернизма в архитектуре Нью-Йорка.
3. Банк Америки (One Worldwide Plaza) — Скатт также участвовал в проектировании этого офисного небоскрёба, который стал частью крупного комплекса в районе Хеллс-Китчен. Это здание отличает использование классических элементов, таких как башня с шпилем и терракотовая облицовка, что придает ему изысканность и внушительный вид.
4. Здание Continental Insurance в Нейплсе, Флорида, и Гостиница Grand Hyatt на Манхэттене — это еще два проекта, которые демонстрируют его способность сочетать современные материалы и технологии с традиционными элементами дизайна.

## Архитектурный стиль и подход
Стиль Дера Скатта можно описать как смесь модернизма и постмодернизма. Он часто использовал стекло и металл, придавая зданиям гладкий и современный вид, но при этом не забывал о деталях и текстурах, которые создавали ощущение роскоши и эксклюзивности. Скатт также известен своей способностью работать в условиях плотной городской застройки, создавая здания, которые гармонично вписываются в архитектурный контекст Нью-Йорка.

## Личная жизнь и наследие
Дер Скатт был женат на Джоанн Скатт, с которой у него было трое детей. Помимо работы в архитектуре, он активно занимался преподаванием и общественной деятельностью. Он также был известен своим участием в городских проектах и планировании.
После его смерти в 2010 году его архитектурное наследие продолжает вдохновлять новое поколение архитекторов. Многие из его зданий стали настоящими иконами Нью-Йорка, а его работы регулярно включаются в учебные программы по архитектуре.

## Влияние на архитектуру
Вклад Дера Скатта в архитектуру Нью-Йорка и США в целом трудно переоценить. Его проекты, такие как Башня Трампа и Здание Липстик, стали не только узнаваемыми символами города, но и эталонами для подражания в сфере коммерческой архитектуры. Его способность сочетать эстетику и функциональность вдохновляет архитекторов по всему миру.

## Примечание
Дер Скатт был членом Американского института архитекторов (AIA) и лауреатом многочисленных наград за свои достижения в области архитектуры. Его работы продолжают жить и вдохновлять, оставаясь важной частью архитектурного наследия Нью-Йорка.